# Donnerbalken

Donnerbalken im Ersten Weltkrieg

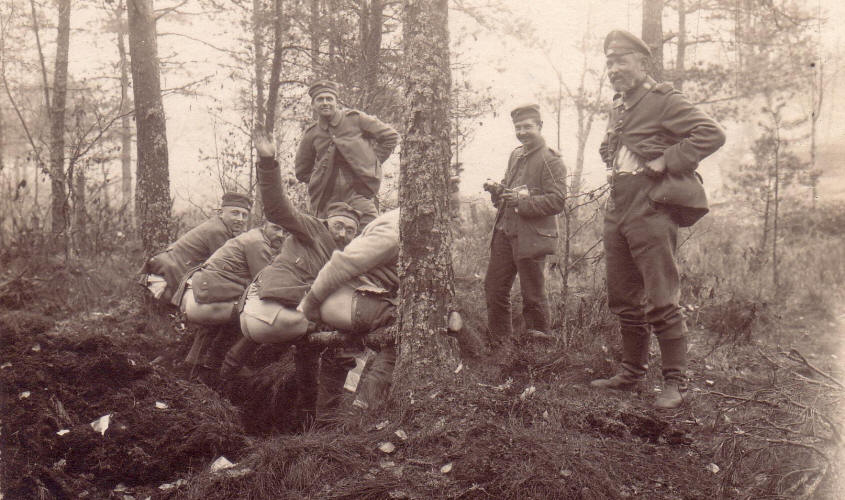
Die Fliegerabteilung 24 in Bielawa Ende 1917

Als Donnerbalken, auch verkürzt als Doba, wird eine improvisierte Toilettenanlage bezeichnet, bei der ein Holzbalken als notdürftige Sitzgelegenheit über einer im Freien ausgehobenen Sickergrube angebracht ist. Auf dem Balken können mehrere Personen gleichzeitig nebeneinander sitzen und „donnern“.
Der Begriff wurde ursprünglich im militärischen Bereich und in der Pfadfinderszene verwendet, wird gelegentlich aber auch als Slangausdruck für Toilette benutzt.